# Isabella Skinner Clarke-Keer
Isabella Skinner Clarke-Keer, nata Clarke (Londra, 29 ottobre 1842 – 30 luglio 1926), è stata una farmacista britannica. 
Nel 1875 divenne la prima donna a qualificarsi come chimica farmaceutica e fu una delle prime due donne insieme a Rose Minshull ad essere ammesse alla Pharmaceutical Society of Great Britain nel 1879. Nel 1905 divenne la prima presidente della National Association of Women Pharmacists (allora Association of Women Pharmacists).

## Biografia

### Infanzia e studi
Isabella Skinner Clarke era la terza figlia dell'impiegato Edward e di Elizabeth Clarke (nata Pemberton).
Superò l'esame preliminare della Pharmaceutical Society of Great Britain (PSGB) nel 1874, classificandosi al 23º posto su 355 candidati, tra cui 186 non idonei. Acquisì i tre anni di esperienza necessari in parte grazie al tempo trascorso con Elizabeth Garrett (poi Anderson) (1836-1917) presso la St Mary's Dispensary for Women and Children, e in parte con Robert Hampson (1833-1905), membro del consiglio della PSGB e sostenitore dei diritti delle donne. La storica Ellen Jordan ha dimostrato che sia Garrett Anderson che Hampson erano coinvolti nella Society for the Promotion of Employment for Women, che aveva identificato la dispensazione e la farmacia come una carriera in cui le donne avrebbero potuto accedere facilmente.
Clarke si scrisse alla Pharmaceutical Society come chimico e farmacista il 22 aprile 1875 e divenne una chimica farmaceutica superando l'esame maggiore di livello superiore il 15 dicembre 1875, diventando così la prima donna a raggiungere questo risultato. Ottenne il quarto posto su 39 candidati, di cui 16 non idonei.

### Carriera
Nel 1876 Isabella Clarke inaugurò un'attività in proprio a Londra, a Spring Street, presso Paddington. Assunse diverse apprendiste, tra cui Annie Neve (conosciuta in famiglia come "Little Arsenic") e Lucy Boole. Negli anni '70 dell'Ottocento assunse delle studentesse di medicina per il loro corso di preparazione presso la sua farmacia e fu nominata insegnante di farmacia presso la London School of Medicine for Women. Nel 1892 le nuove strutture della scuola medica includevano un museo di materia medica utilizzato "per la pratica della classe di farmacia della signora Clarke Keer".
Il 15 gennaio 1883 sposò Thomas Henry Keer (?1852-1898) a Kensington, conosciuto durante gli studi alla scuola di farmacia del dottor Muter. Dopo il matrimonio si trasferì con la madre vedova e con le sorelle Alice e Martha al numero 5 di Endsleigh Street, nella zona di Tavistock Square. Abbandonò la sua attività in Spring Street e divenne socia di suo marito in una farmacia al numero 9 di Bruton Street nel quartiere di Mayfair, vicino Berkeley Square. Nonostante i suoi successi professionali, a lei e ad altre dipendenti donne come Margaret Elizabeth Buchanan non era permesso mostrarsi ai clienti mentre lavoravano nel negozio. Buchanan ricordava che "la presenza di una donna sarebbe stata molto dannosa per il commercio di un farmacista in quei tempi, e soprattutto per il tipo di attività che il signor Keer gestiva". Dopo la morte del marito, Clarke iniziò ad ospitare una "Casa per studentesse" e gestì anche un'attività di stenografia e dattilografia in Victoria Street.
Dopo anni di dibattito prolungato sul ruolo delle donne all'interno della Pharmaceutical Society negli anni Settanta dell'Ottocento, il 1º ottobre 1879 il Consiglio elesse Clarke-Keer come una delle prime due donne (insieme a Rose Minshull). Clarke-Keer aveva presentato la domanda di adesione per la prima volta nell'ottobre 1877, ma questa era stata respinta dal Consiglio con 8 voti contro 4. Alla riunione del giugno 1878 i voti erano stati 8 per ciascuna parte, ma il Presidente aveva espresso il suo voto decisivo contro l'ingresso delle donne come membri. All'Assemblea Generale Annuale del 1879, il risultato fu inizialmente quello di 66 voti a favore dell'ingresso delle donne come membri e 65 contrari, ma dopo una contestazione il voto fu ripetuto e il risultato fu di 78 voti a favore e 81 contrari. Infine, alla riunione del Consiglio del 1º ottobre 1879, la signorina Clarke e la signorina Rose Minshull furono elette come membri, con un solo voto contrario. Nonostante la campagna di Robert Hampson, sembra che la decisione venne presa da alcuni membri del Consiglio "per evitare ulteriori agitazioni", piuttosto che sulla base di una convinzione generale nei confronti della parità dei diritti.
Il 15 giugno 1905 un gruppo di donne farmaciste si incontrò al numero 5 di Endsleigh Street con l'obiettivo era quello di istituire la National Association of Women Pharmacists. Gli obiettivi del gruppo erano quelli di discutere questioni relative all'occupazione delle donne, istituire registri di sostituti e di tutte le donne qualificate, e promuovere l'"intesa sociale". Cinquanta donne aderirono immediatamente. Clarke-Keer fu persuasa "con qualche difficoltà" ad accettare la carica di prima Presidente dell'Associazione, e mantenne questo incarico per due anni. Molte riunioni dell'Associazione si svolgevano nella sua sala da pranzo.
Durante la prima guerra mondiale, a oltre 70 anni, svolse un lavoro di carattere amministrativo presso l'Ammiragliato. Morì nel sonno il 30 luglio 1926 al 123 di Waddon Park Avenue, Croydon, all'età di 84 anni. La causa del decesso fu registrata come malattia mitralica del cuore e anasarca. Fu sepolta al Brookwood Cemetery, nel Surrey.
Nel 2019 è stata inserita nel Dictionary of National Biography.